# HMAS Vendetta (D69)
Pour les autres navires du même nom, voir HMAS Vendetta.
Le HMAS Vendetta (pennant number : D69/I69), ex-HMS Vendetta (FA3/F29/D69), était un destroyer de classe V qui a servi dans la Royal Navy (RN) puis dans la Royal Australian Navy (RAN). Faisant partie des 25 navires de classe V commandés pour la Royal Navy pendant la Première Guerre mondiale, le Vendetta est entré en service en 1917.
Pendant la Première Guerre mondiale, le HMS Vendetta a participé à la seconde bataille de Heligoland, et il a opéré contre les forces bolchéviques pendant la campagne britannique en mer Baltique. Pendant la majeure partie de sa carrière d’après-guerre, le navire a opéré en mer Méditerranée. En 1933, le HMS Vendetta est l’un des cinq destroyers sélectionnés pour être transférés à la Royal Australian Navy. Au cours des six années suivantes, le navire a été impliqué dans des activités en temps de paix ou était en réserve, mais lorsque la Seconde Guerre mondiale a commencé, il a été affecté en Méditerranée dans le cadre de la « Flottille de ferraille ». Pendant la bataille de Grèce, le HMAS Vendetta participe au transport des troupes alliées en Grèce, puis à l’évacuation vers la Crète. Par la suite, le destroyer a servi avec le service de ferry de Tobrouk, et a fait le plus grand nombre de voyages vers la ville assiégée de Tobrouk.
À la fin de 1941, le HMAS Vendetta est immobilisé pour être réaménagé à Singapour, mais après l’invasion japonaise, le destroyer doit être remorqué jusqu’à Fremantle, puis Melbourne. Après ce carénage, qui a converti le destroyer en un navire d’escorte dédié, et a pris fin en décembre 1942, le HMAS Vendetta a passé le reste de la Seconde Guerre mondiale à opérer comme escorteur de transports de troupes et de convois autour de l’Australie et de la Nouvelle-Guinée. Le HMAS Vendetta a été désarmé à la fin de l’année 1945 et sabordé au large de Sydney Heads en 1948.

## Conception
Le HMS Vendetta était l’un des 25 destroyers de classe V construits pour la Royal Navy pendant la Première Guerre mondiale. Il avait un déplacement standard de 1090 tonnes et de 1490 tonnes à pleine charge. Le destroyer avait une longueur hors-tout de 95,12 m et une longueur totale entre perpendiculaires de 91 m. Il avait un maître-bau de 8,99 m et un tirant d'eau maximal de 4,46 m. Sa propulsion se composait de trois chaudières Yarrow Shipbuilders reliées à deux turbines Brown-Curtis, qui fournissaient 29417 ch (21936 kW) à deux arbres d'hélice. Bien que conçu pour une vitesse maximale de 34 nœuds (63 km/h), le HMS Vendetta a atteint 35,041 nœuds (64,9 km/h) lors d’essais de puissance. L’équipage du navire se composait de 6 officiers et 113 marins.
Lors de son achèvement, l’armement principal du navire se composait de quatre canons de marine de 4 pouces QF Mk V, complétés par un canon de marine de 2 livres QF « pom-pom » à quatre tubes, cinq mitrailleuses de .303 British et deux affûts triples de tubes lance-torpilles de 21 pouces. Plus tard dans la carrière du navire, deux rails et quatre lanceurs pour des grenades anti-sous-marines ont été installés, avec une charge utile de 50 grenades transportées. Lorsque le Vendetta a été converti en navire d’escorte en 1942, son armement a été changé en deux canons de 4 pouces, deux « pom-pom »s, quatre canons de 20 mm Oerlikon, sept mitrailleuses de .303 pouce et l’équipement de grenades anti-sous-marines.

## Engagements
La quille du HMS Vendetta a été posée le 25 novembre 1916 par la Fairfield Shipbuilding and Engineering Company Ltd. à Govan, en Écosse. Le navire a été lancé le 3 septembre 1917. Il a été achevé le 17 octobre 1917 et mis en service ce même jour dans la Royal Navy. Le nom du navire vient du concept méditerranéen de vendetta, du latin vindicta (« vengeance »), devenu vendetta en italien moderne et popularisé en français, via le corse vindetta, notamment par la nouvelle Colomba de Prosper Mérimée. L’insigne d’origine du navire représentait un poignard stilletto pointant selon un angle. Cependant, après son entrée en service dans la Royal Australian Navy, le dessin a été modifié pour inclure un bras, avec la main autour du manche du poignard. Le navire a également reçu la devise « Vindico », en latin : « Je me venge ».

### Royal Navy
Après sa mise en service, le HMS Vendetta est affecté à la 13e flottille de destroyers. Début novembre 1917, le destroyer tire sur des dragueurs de mines allemands opérant dans le Cattégat. Le 17 novembre, le HMS Vendetta est impliqué dans la seconde bataille de Heligoland. Le 5 décembre, le destroyer a secouru 430 survivants du HMS Cassandra après que le croiseur ait heurté une mine et coulé. Au début de 1918, le HMS Vendetta a été chargé d’opérer contre les forces bolchéviques en mer Baltique. Il a fait s’échouer le destroyer Spartak et a aidé à la capture du destroyer Lennuk, dans deux engagements séparés.
Après la fin de la Première Guerre mondiale, le HMS Vendetta a d’abord été utilisé pour remorquer depuis Scapa Flow les navires allemands capturés pour les amener vers leur lieu de démantèlement. En 1919, le navire sert dans la patrouille irlandaise de mai à août. En 1923, il opère dans la Baltique avec la marine estonienne, puis est affecté à la mer Méditerranée de 1924 à 1933. En 1924, le destroyer sert de navire de patrouille sous le commandement du Lieutenant commander (capitaine de corvette) W.N.T. Beckett, protégeant les intérêts britanniques pendant la guerre de Djeddah,. En mars 1925, le Vendetta, toujours sous le commandement de Beckett, escorte le yacht royal Victoria and Albert lors d’une croisière royale en Méditerranée,.

### Transfert vers la Royal Australian Navy

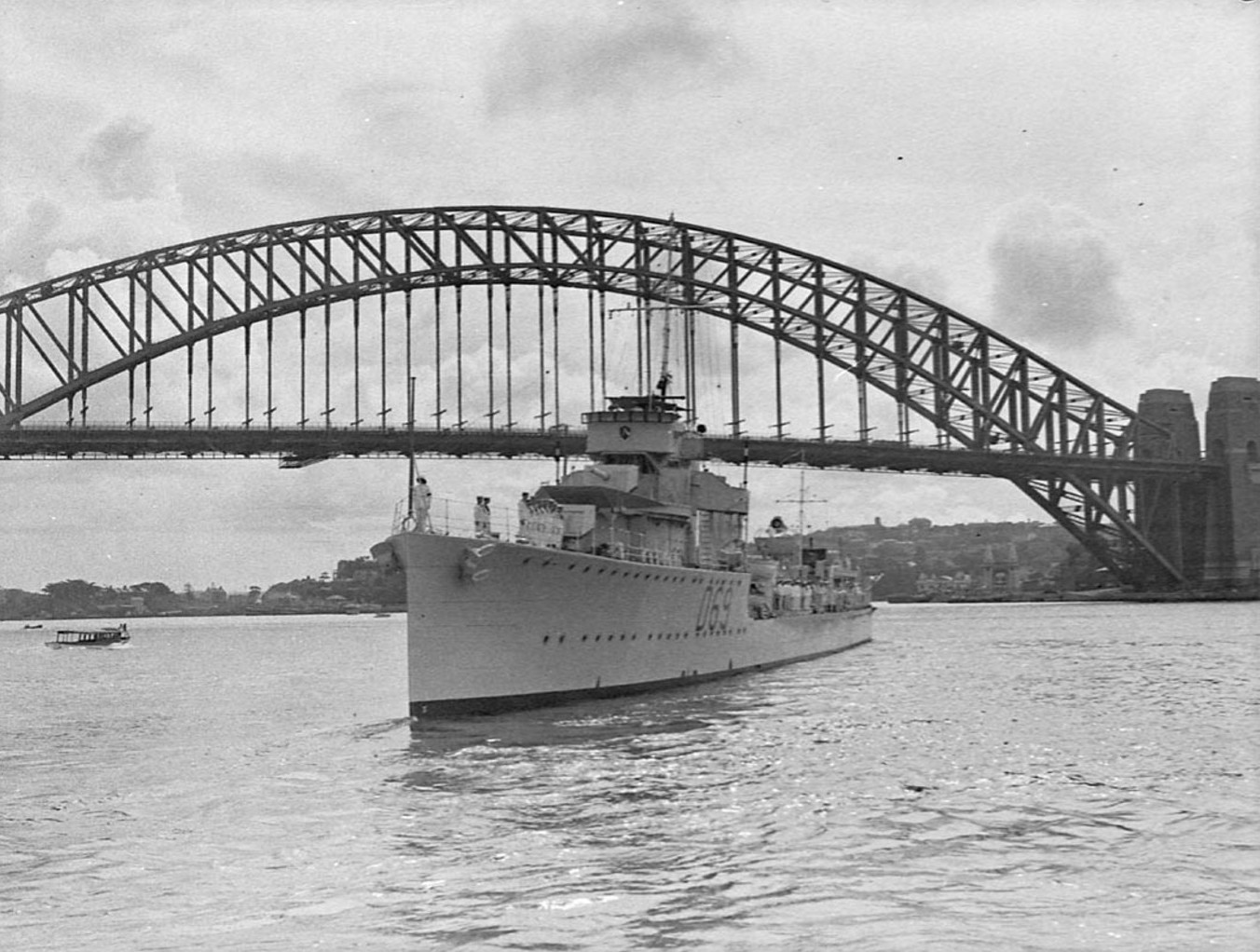
Le HMAS Vendetta dans le port de Sydney en avril 1939, venu récupérer le corps du Premier ministre Joseph Lyons.

En 1933, l’Amirauté britannique décida de remplacer cinq destroyers de classe S (en) prêtés à la Royal Australian Navy par cinq destroyers plus performants, mais légèrement plus anciens. Le HMS Vendetta était l’un des cinq navires sélectionnés. Il a été mis en service dans la RAN à Portsmouth le 11 octobre 1933. Les navires arrivent en Australie à la fin de l’année 1933, et le HMAS Vendetta est placé en réserve le 31 janvier 1934. Il a été réactivé le 10 octobre et a effectué des tâches de routine en temps de paix jusqu’au 1er juin 1938, année à laquelle il a été remis en réserve. Le 29 septembre 1938, avec la menace d’une nouvelle guerre imminente, le HMAS Vendetta est remis en service. En avril 1939, il a eu l’honneur de transporter le corps de l'ancien Premier ministre Joseph Lyons de Sydney à son dernier lieu de repos à Devonport (Tasmanie).

### Seconde Guerre mondiale
Après le déclenchement de la Seconde Guerre mondiale, le HMAS Vendetta et les quatre autres destroyers de la RAN sont déployés en octobre 1939 en Méditerranée, où ils acquièrent rapidement le surnom de « Flottille de ferraille » auprès des propagandistes allemands. En mai 1940, le destroyer accoste à Malte pour des réparations. Le 18 août, le HMAS Vendetta participe au bombardement de la ville libyenne de Bardia. Du 11 octobre au 9 novembre, il est amarré à Malte avec des problèmes de moteur. Le 3 janvier 1941, le HMAS Vendetta est impliqué dans un second bombardement de Bardia, et à la suite de sa capture par les Alliés, il est réaffecté à des patrouilles sur la côte libyenne.
En mars, le navire a été impliqué dans l’opération Lustre, le transport de troupes et de matériel alliés pour renforcer la Grèce. Le 27 mars, le HMAS Vendetta est impliqué dans la bataille du cap Matapan, où des navires de guerre italiens tentent de perturber les mouvements de troupes alliés. Le HMAS Vendetta a joué peu de rôle dans la bataille car des problèmes de moteur ont forcé le destroyer à se retirer d’abord de la force de destroyers vers la flotte de combat principale, puis à se retirer à Alexandrie pour des réparations. Le navire reprend du service le 21 avril, mais le retournement du sort contre les Alliés dans la bataille de Grèce force à la retraite la plupart des troupes débarquées pendant l’opération Lustre, et le HMAS Vendetta s’implique dans l’Opération Démon, l’évacuation de la Grèce vers la Crète, au cours du mois d’avril. En mai, le destroyer a servi avec la flotte de combat alliée de Crète en essayant de dénier la supériorité aérienne allemande pendant la bataille de Crète et l’évacuation de l'île.
De fin mai à début août 1941, la division du HMAS Vendetta est affectée au Tobruk Ferry Service, le ravitaillement des forces alliées assiégées à Tobrouk. Dans la soirée du 10 au 11 juillet, le HMAS Vendetta et le destroyer HMS Defender revenaient d’un voyage vers Tobrouk lorsque le destroyer britannique a été paralysé par des attaques aériennes de bombardiers. Le Vendetta a pris à son bord les soldats et l’équipement que le HMS Defender transportait, et a tenté de remorquer le navire jusqu’à Alexandrie. Le matin du 11 juillet, il a été décidé que le sauvetage du navire était irréalisable, et après avoir embarqué l’équipage à son bord, le HMAS Vendetta a torpillé le HMS Defender à 11h15. Le HMAS Vendetta effectue vingt voyages aller-retour à Tobrouk : le plus grand nombre effectué par un navire affecté à la mission de ravitaillement. Le 20 octobre, le destroyer a terminé son service en Méditerranée et a navigué vers Singapour pour être réaménagé.
Après que les Japonais aient commencé des attaques aériennes sur Singapour le 8 décembre, les armes antiaériennes du HMAS Vendetta ont été retirées et utilisées pour compléter les défenses du chantier naval. Le 2 février 1942, le navire dépouillé est remorqué hors de l’arsenal par le remorqueur St Just, puis au cours du mois il est remorqué par le HMS Stronghold, le HMAS Yarra, puis le HMAS Ping Wo jusqu’à Fremantle, où il arrive le 3 mars. Après cela, le destroyer a dû être remorqué à travers la Grande Baie australienne jusqu’à l’arsenal naval de Williamstown. Le Ping Wo a commencé le remorquage, mais n’est parvenu que jusqu’au cap Leeuwin avant que ses moteurs tombent en panne, et un cargo de la British Phosphate Commission a pris le relais, avec la corvette HMAS Whyalla l’escortant. Trois lignes de remorquage successives se sont rompues en raison des conditions météorologiques, et à certains moments la progression était tombée à 1,5 nœud (2,8 km/h), mais les navires sont arrivés à Melbourne le 15 avril. Après que la majeure partie du carénage ait été achevée à Williamstown, le HMAS Vendetta a repris la mer le 29 septembre pour Sydney, où les travaux ont été achevés en décembre.
Au cours de son carénage d’un an, le HMAS Vendetta a été transformé en un navire d’escorte dédié, avec un armement principal réduit et une capacité de lutte antiaérienne accrue. Entre 1943 et 1945, le navire a été impliqué dans des tâches d’escorte de convois et de transport dans les eaux de l’Australie et de la Nouvelle-Guinée. Le service en temps de guerre du destroyer a été reconnu par sept honneurs de bataille : « Libye 1940-41 », « Matapan 1941 », « Grèce 1941 », « Crète 1941 », « Méditerranée 1941 », « Pacifique 1941–43 » et « Nouvelle-Guinée 1943–44 »,.

## Déclassement et devenir
Le HMAS Vendetta arriva à Sydney le 3 octobre 1945 et fut rayé pour élimination le 27 novembre. Le 20 mars 1946, il est vendu à Penguins Propriety Limited pour démolition. Après que le navire ait été dépouillé de tout matériel utile, sa coque a été sabordée au large de Sydney Heads le 2 juillet 1948.